# قائمة السفراء من المملكة المتحدة إلى الجزائر
السّفير من المملكة المتّحدة إلى الجزائر هو الممثل الدّبلوماسي الأوّل للمملكة المتّحدة في الجزائر، ومسؤول عن المهمّة الدّبلوماسية في الجزائر العاصمة.

## السّفراء
- 1962–1964: تريفور ايفانس[1]
- 1964–1965: Thomas Eardley Bromley[2]
- 1971–1973: Ronald Burroughs[3]
- 1974–1977: John Armstrong Robinson[4]
- 1977–1981: Richard Faber[5]
- 1981–1984: Benjamin Strachan[6]
- 1984–1987: Sir Alan Munro[7]
- 1990–1994: كريستوفر باتيسكومب[8]
- 1995–1996: بي جاي مارشال[9]
- 1996–1999: Francois Gordon[10]
- 1999–2001: William Sinton[11]
- 2001–2002: Richard Edis[12]
- 2002–2004: Graham Hand[13]
- 2004–2005: Brian Edward Stewart[14]
- 2005–2007: Andrew Tesoriere[15]
- 2007–present:أندرو هندرسون[16]

## وصلات خارجية
- السّفارة البريطانية في الجزائر